# Lista de ministros do Ambiente de Portugal

Bandeira de ministro de Portugal

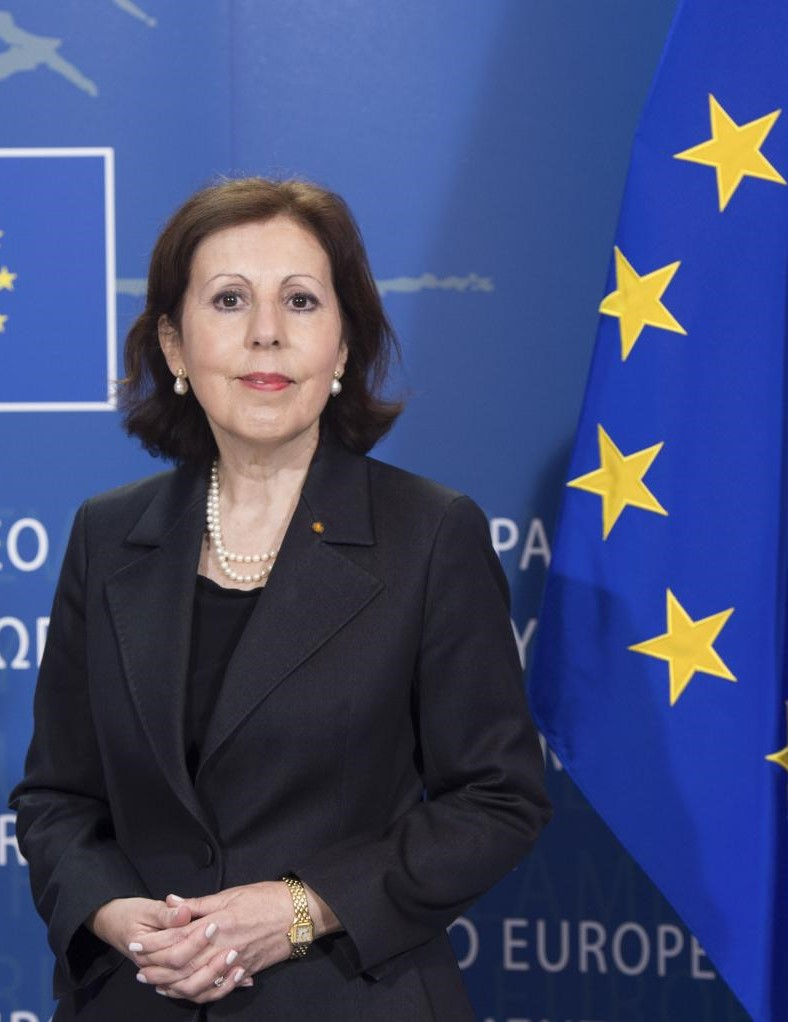
Maria da Graça Carvalho, atual ministra do Ambiente e Energia.

Esta é uma lista de ministros do Ambiente em Portugal, entre a criação do Ministério do Equipamento Social e do Ambiente a 16 de maio de 1974 e a atualidade.
A lista cobre o atual período democrático (1974–atualidade).

## Designação
Entre 1975 e a atualidade, o cargo de ministro do Ambiente teve as seguintes designações:
- Ministro do Equipamento Social e do Ambiente — designação usada entre 16 de maio de 1974 e 19 de setembro de 1975;
- Serviços integrados na Presidência do Conselho de Ministros sob alçada do primeiro-ministro — entre 19 de setembro de 1975 e 23 de julho de 1976;
- Serviços integrados na Presidência do Conselho de Ministros sob alçada do ministro sem pasta — entre 23 de julho de 1976 e 30 de janeiro de 1978;
- Serviços integrados no Ministério da Habitação e Obras Públicas — entre 30 de janeiro de 1978 e 3 de janeiro de 1980;
- Serviços integrados na Presidência do Conselho de Ministros sob alçada do primeiro-ministro — entre 3 de janeiro de 1980 e 9 de janeiro de 1981;
- Serviços integrados no Ministério da Qualidade de Vida — entre 9 de janeiro de 1981 e 10 de julho de 1985;
- Serviços integrados na Presidência do Conselho de Ministros sob alçada do vice-primeiro-ministro — entre 10 de julho de 1985 e 6 de novembro de 1985;
- Serviços integrados no Ministério do Plano e da Administração do Território — entre 6 de novembro de 1985 e 17 de agosto de 1987;
- Serviços integrados no Ministério do Planeamento e da Administração do Território — entre 17 de agosto de 1987 e 5 de janeiro de 1990;
- Ministro do Ambiente e Recursos Naturais — designação usada entre 5 de janeiro de 1990 e 28 de outubro de 1995;
- Ministro do Ambiente — designação usada entre 28 de outubro de 1995 e 25 de outubro de 1999;
- Ministro do Ambiente e do Ordenamento do Território — designação usada entre 25 de outubro de 1999 e 6 de abril de 2002;
- Ministro das Cidades, Ordenamento do Território e Ambiente — designação usada entre 6 de abril de 2002 e 17 de julho de 2004;
- Ministro do Ambiente e do Ordenamento do Território — designação usada entre 17 de julho de 2004 e 12 de março de 2005;
- Ministro do Ambiente, Ordenamento do Território e Desenvolvimento Regional — designação usada entre 12 de março de 2005 e 26 de outubro de 2009;
- Ministro do Ambiente do Ordenamento do Território — designação usada entre 26 de outubro de 2009 e 21 de junho de 2011;
- Ministro da Agricultura, Mar, Ambiente e Ordenamento do Território — designação usada entre 21 de junho de 2011 e 24 de julho de 2013;
- Ministro do Ambiente, Ordenamento do Território e Energia — designação usada entre 24 de julho de 2013 e 26 de novembro de 2015;
- Ministro do Ambiente — designação usada entre 26 de novembro de 2015 e 15 de outubro de 2018;
- Ministro do Ambiente e da Transição Energética — designação usada entre 15 de outubro de 2018 e 26 de outubro de 2019;
- Ministro do Ambiente e da Ação Climática — designação usada entre 26 de outubro de 2019 e 2 de abril de 2024;
- Ministra do Ambiente e Energia — designação usada desde 2 de abril de 2024.

## Numeração
São contabilizados os períodos em que o ministro esteve no cargo ininterruptamente, não contando se este serve mais do que um mandato. Ministros que sirvam em períodos distintos são, obviamente, distinguidos numericamente.

## Lista
Legenda de cores

| Terceira República (1974–presente)       | |                     |                        |                        |         |                      |
| #                                        | Ministro do Equipamento Social e do Ambiente (Nascimento–Morte) | Retrato             | Início do mandato      | Fim do mandato         | Governo | Governo              |
| Governos Provisórios (1974–1976)         | |                     |                        |                        |         |                      |
| 1                                        | Manuel Coelho Mendes da Rocha (1913–1981) |                     | 15 de maio de 1974     | 17 de julho de 1974    |         | I Prov. Palma Carlos |
| 2                                        | José Augusto Fernandes (n/d–n/d) |                     | 17 de julho de 1974    | 8 de agosto de 1975    |         | II Prov. Gonçalves   |
| 2                                        | José Augusto Fernandes (n/d–n/d) | III Prov. Gonçalves | 17 de julho de 1974    | 8 de agosto de 1975    |         |                      |
| 2                                        | José Augusto Fernandes (n/d–n/d) | IV Prov. Gonçalves  | 17 de julho de 1974    | 8 de agosto de 1975    |         |                      |
| 3                                        | Henrique Manuel de Araújo de Oliveira e Sá (1919–2020) |                     | 8 de agosto de 1975    | 19 de setembro de 1975 |         | V Prov. Gonçalves    |
| #                                        | Pasta do Ambiente (Nascimento–Morte) | Retrato             | Início do mandato      | Fim do mandato         | Governo | Governo              |
| –                                        | Serviços integrados na Presidência do Conselho de Ministros sob alçada do primeiro-ministro (ver: Anexo:Lista de chefes de governo de Portugal)                                                                             |                     | 19 de setembro de 1975 | 23 de julho de 1976    | ——      | ——                   |
| Governos Constitucionais (1976-Presente) | |                     |                        |                        |         |                      |
| –                                        | Serviços integrados na Presidência do Conselho de Ministros sob alçada do ministro sem pasta (ver: Anexo:Lista de ministros sem pasta de Portugal)                                                                          |                     | 23 de julho de 1976    | 30 de janeiro de 1978  | ——      | ——                   |
| –                                        | Serviços integrados no Ministério da Habitação e Obras Públicas (ver: Anexo:Lista de ministros da Habitação de Portugal e Anexo:Lista de ministros das Obras Públicas de Portugal)                                          |                     | 30 de janeiro de 1978  | 3 de janeiro de 1980   | ——      | ——                   |
| –                                        | Serviços integrados na Presidência do Conselho de Ministros sob alçada do primeiro-ministro (ver: Anexo:Lista de chefes de governo de Portugal)                                                                             |                     | 3 de janeiro de 1980   | 9 de janeiro de 1981   | ——      | ——                   |
| –                                        | Serviços integrados no Ministério da Qualidade de Vida (ver: Anexo:Lista de ministros da Qualidade de Vida de Portugal) |                     | 9 de janeiro de 1981   | 10 de julho de 1985    | ——      | ——                   |
| –                                        | Serviços integrados na Presidência do Conselho de Ministros sob alçada do vice-primeiro-ministro (ver: Anexo:Lista de vice-chefes de governo de Portugal)                                                                   |                     | 10 de julho de 1985    | 6 de novembro de 1985  | ——      | ——                   |
| –                                        | Serviços integrados no Ministério do Plano e da Administração do Território (ver: Anexo:Lista de ministros do Plano e do Planeamento de Portugal e Anexo:Lista de ministros do Ordenamento do Território de Portugal)       |                     | 6 de novembro de 1985  | 17 de agosto de 1987   | ——      | ——                   |
| –                                        | Serviços integrados no Ministério do Planeamento e da Administração do Território (ver: Anexo:Lista de ministros do Plano e do Planeamento de Portugal e Anexo:Lista de ministros do Ordenamento do Território de Portugal) |                     | 17 de agosto de 1987   | 5 de janeiro de 1990   | ——      | ——                   |
| #                                        | Ministro do Ambiente e Recursos Naturais (Nascimento–Morte) | Retrato             | Início do mandato      | Fim do mandato         | Governo | Governo              |
| 4                                        | Fernando Nunes Correia Real (1923–2006) |                     | 5 de janeiro de 1990   | 24 de abril de 1991    |         | XI Cavaco Silva      |
| 5                                        | Carlos Alberto Diogo Soares Borrego (1948–) |                     | 24 de abril de 1991    | 11 de junho de 1993    |         | XI Cavaco Silva      |
| 5                                        | Carlos Alberto Diogo Soares Borrego (1948–) | XII Cavaco Silva    | 24 de abril de 1991    | 11 de junho de 1993    |         |                      |
| 6                                        | Maria Teresa Pinto Basto Patrício Gouveia (1946–) |                     | 11 de junho de 1993    | 28 de outubro de 1995  |         |                      |
| #                                        | Ministro do Ambiente (Nascimento–Morte) | Retrato             | Início do mandato      | Fim do mandato         | Governo | Governo              |
| 7                                        | Elisa Maria da Costa Guimarães Ferreira (1955–) |                     | 28 de outubro de 1995  | 25 de outubro de 1999  |         | XIII Guterres        |
| #                                        | Ministro do Ambiente e do Ordenamento do Território (Nascimento–Morte) | Retrato             | Início do mandato      | Fim do mandato         | Governo | Governo              |
| 8                                        | José Sócrates Carvalho Pinto de Sousa (1957–) |                     | 25 de outubro de 1999  | 6 de abril de 2002     |         | XIV Guterres         |
| #                                        | Ministro das Cidades, Ordenamento do Território e Ambiente (Nascimento–Morte) | Retrato             | Início do mandato      | Fim do mandato         | Governo | Governo              |
| 9                                        | Isaltino Afonso Morais (1949–) |                     | 6 de abril de 2002     | 5 de abril de 2003     |         | XV Durão Barroso     |
| 10                                       | Amílcar Augusto Contel Martins Theias (1946–) |                     | 5 de abril de 2003     | 21 de maio de 2004     |         | XV Durão Barroso     |
| 11                                       | Arlindo Marques da Cunha (1950–) |                     | 21 de maio de 2004     | 17 de julho de 2004    |         | XV Durão Barroso     |
| #                                        | Ministro do Ambiente e do Ordenamento do Território (Nascimento–Morte) | Retrato             | Início do mandato      | Fim do mandato         | Governo | Governo              |
| 12                                       | Luís José de Mello e Castro "Nobre" Guedes (1955–) |                     | 17 de julho de 2004    | 12 de março de 2005    |         | XVI Santana Lopes    |
| #                                        | Ministro do Ambiente, Ordenamento do Território e Desenvolvimento Regional (Nascimento–Morte) | Retrato             | Início do mandato      | Fim do mandato         | Governo | Governo              |
| 13                                       | Francisco Carlos da Graça Nunes Correia (1951–) |                     | 12 de março de 2005    | 26 de outubro de 2009  |         | XVII Sócrates        |
| #                                        | Ministro do Ambiente e do Ordenamento do Território (Nascimento–Morte) | Retrato             | Início do mandato      | Fim do mandato         | Governo | Governo              |
| 14                                       | Dulce dos Prazeres Fidalgo Álvaro Pássaro (1953–) |                     | 26 de outubro de 2009  | 21 de junho de 2011    |         | XVIII Sócrates       |
| #                                        | Ministro da Agricultura, Mar, Ambiente e Ordenamento do Território (Nascimento–Morte) | Retrato             | Início do mandato      | Fim do mandato         | Governo | Governo              |
| 15                                       | Maria de Assunção Oliveira Cristas Machado da Graça (1974–) |                     | 21 de junho de 2011    | 24 de julho de 2013    |         | XIX Passos Coelho    |
| #                                        | Ministro do Ambiente, Ordenamento do Território e Energia (Nascimento–Morte) | Retrato             | Início do mandato      | Fim do mandato         | Governo | Governo              |
| 16                                       | Jorge Manuel Lopes Moreira da Silva (1971–) |                     | 24 de julho de 2013    | 26 de novembro de 2015 |         | XIX Passos Coelho    |
| 16                                       | Jorge Manuel Lopes Moreira da Silva (1971–) | XX Passos Coelho    | 24 de julho de 2013    | 26 de novembro de 2015 |         |                      |
| #                                        | Ministro do Ambiente (Nascimento–Morte) | Retrato             | Início do mandato      | Fim do mandato         | Governo | Governo              |
| 17                                       | João Pedro Soeiro de Matos Fernandes (1967–) |                     | 26 de novembro de 2015 | 15 de outubro de 2018  |         | XXI Costa            |
| #                                        | Ministro do Ambiente e da Transição Energética (Nascimento–Morte) | Retrato             | Início do mandato      | Fim do mandato         |         | XXI Costa            |
| –                                        | João Pedro Soeiro de Matos Fernandes (continuação) (1967–) |                     | 15 de outubro de 2018  | 26 de outubro de 2019  |         | XXI Costa            |
| #                                        | Ministro do Ambiente e da Ação Climática (Nascimento–Morte) | Retrato             | Início do mandato      | Fim do mandato         | Governo | Governo              |
| –                                        | João Pedro Soeiro de Matos Fernandes (continuação) (1967–) |                     | 26 de outubro de 2019  | 30 de março de 2022    |         | XXII Costa           |
| 18                                       | José Duarte Piteira Rica Silvestre Cordeiro (1979–) |                     | 30 de março de 2022    | 2 de abril de 2024     |         | XXIII Costa          |
| #                                        | Ministro do Ambiente e Energia (Nascimento–Morte) | Retrato             | Início do mandato      | Fim do mandato         | Governo | Governo              |
| 19                                       | Maria da Graça Martins da Silva Carvalho (1955–) |                     | 2 de abril de 2024     | presente               |         | XXIV Montenegro      |
| 19                                       | Maria da Graça Martins da Silva Carvalho (1955–) | XXV Montenegro      | 2 de abril de 2024     | presente               |         |                      |

### Lista de ministros do Ambiente vivos
| Nome                       | Mandato(s) | Idade              |
| -------------------------- | ---------- | ------------------ |
| José Augusto Fernandes     | 1974–1975  | desconhecida       |
| Carlos Borrego             | 1991–1993  | 76 anos e 344 dias |
| Teresa Patrício Gouveia    | 1993–1995  | 78 anos e 321 dias |
| Elisa Ferreira             | 1995–1999  | 69 anos e 230 dias |
| José Sócrates              | 1999–2002  | 67 anos e 271 dias |
| Isaltino Morais            | 2002–2003  | 75 anos e 157 dias |
| Amílcar Theias             | 2003–2004  | 78 anos e 299 dias |
| Arlindo Cunha              | 2004       | 74 anos e 201 dias |
| Luís Nobre Guedes          | 2004–2005  | 69 anos e 274 dias |
| Francisco Nunes Correia    | 2005–2009  | 74 anos e 58 dias  |
| Dulce Pássaro              | 2009–2011  | 71 anos e 193 dias |
| Assunção Cristas           | 2011–2013  | 50 anos e 249 dias |
| Jorge Moreira da Silva     | 2013–2015  | 54 anos e 41 dias  |
| João Pedro Matos Fernandes | 2015–2022  | 57 anos e 174 dias |
| Duarte Cordeiro            | 2022–2024  | 46 anos e 101 dias |
| Maria da Graça Carvalho    | 2024–      | 70 anos e 56 dias  |